# L'orecchio (film 1946)
L'orecchio è un documentario cortometraggio del 1946 diretto da Mario Bava, esordio del regista dietro la macchina da presa. Il film è un documentario artistico sulla musica.